# Samuel Doria Medina
Samuel Jorge Doria Medina Auza (La Paz, 4 de dezembro de 1958) é um político e ex-empresário boliviano. De 1987 a 2014, foi presidente e principal acionista da SOBOCE, a maior fabricante de cimento da Bolívia.

## Início de vida
Medina nasceu em 4 de dezembro de 1958 na Clínica Virgen de Copacabana, na Avenida 20 em La Paz. Ele se formou no ensino médio na Escola Nuestra Señora de Luján, uma escola Irmãos Maristas, onde em 1976 testemunhou o golpe de estado argentino em Luján. Em seguida, estudou economia e administração de empresas na Universidade Católica Boliviana San Pablo, e, em seguida, fez seu mestrado em economia na Universidade Estadual do Arizona, nos Estados Unidos, e seu doutorado em economia com especialização em finanças públicas pela London School of Economics, no Reino Unido. Desde muito jovem esteve envolvido na política, juntando-se ao Movimento da Esquerda Revolucionária (MIR).

## Negócios
Além do cimento, Doria opera redes de hotéis e detém a franquia boliviana da Burger King.

## Política
Na década de 1990, Doria atuou como ministro do Planejamento durante a presidência de Jaime Paz Zamora.
Ele é o líder da Frente Nacional de Unidade e representou o partido ao lado de Carlos Fernando Dabdoub Arrien nas eleições presidenciais de dezembro de 2005. Nessa eleição, Doria Medina ficou em terceiro lugar, com 7,8% dos votos nacionais. Ele concorreu novamente nas eleições de 2009 e obteve 5,65% dos votos. Doria Medina concorreu novamente nas eleições de 2014, ficando em segundo lugar com 25,1% dos votos. Ele está concorrendo novamente à presidência nas eleições de 2025.
Ele tem procurado posicionar-se e ao seu partido como uma terceira força moderada na política boliviana.

## Vida pessoal
Medina casou-se com Nidia Monje Postigo em 1983 e tem seis filhos.
Em 21 de janeiro de 2005, Medina viajava a bordo de um Cessna 208 Caravan, operado pela Línea Aérea Amaszonas, que caiu na cordilheira Huaricollo, perto da mina Colquiri. Todos os onze ocupantes da aeronave sobreviveram ao acidente, embora muitos tenham ficado feridos.